# 螺塘路站
螺塘路站是南京地铁2号线西延线及7号线的一个站点，位于南京市建邺区，车站沿秦新路铺设。该站于2021年12月28日随2号线西延线建成通车。2023年12月28日，随南京地铁7号线南段开通成为一个换乘站。。

## 车站历史
螺塘路站为南京地铁7号线最早建设的试验性站点，7号线车站在2017年4月开工建设，2号线车站于2018年10月开工建设。
2017年11月13日，7号线车站基坑开挖。
2018年8月22日，7号线车站主体结构封顶。
2018年10月20日，2号线车站连地墙完成浇筑。
2021年12月28日，2号线车站建成投入使用。
2023年12月28日，7号线车站建成投入使用。

## 车站结构

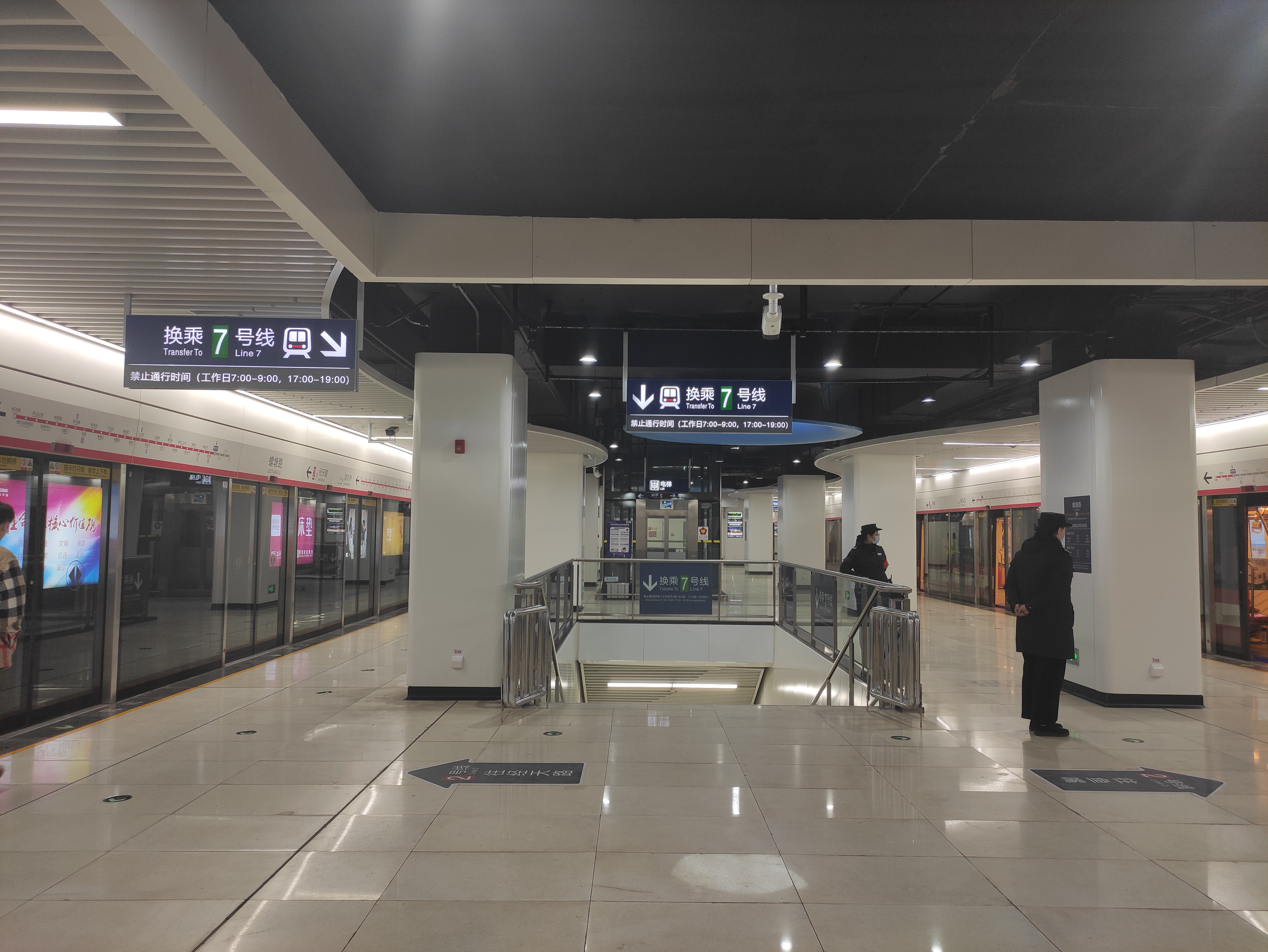
2号线至7号线的换乘通道，其中工作日7:00~9:00、17:00~19:00需要走站厅换乘。

螺塘街站为7号线与2号线西延线换乘站，车站为地下三层双柱三跨岛式站台车站。
7号线车站紧靠秦淮新河，为岛式站台，主色调为橙色，呈南北走向，长168米，宽19.6米，主体采用明挖法施工；2号线车站沿秦新路东西向布置，为地下二层岛式车站，占地面积6000㎡，站台宽13米，与7号线车站形成“T”型节点换乘。

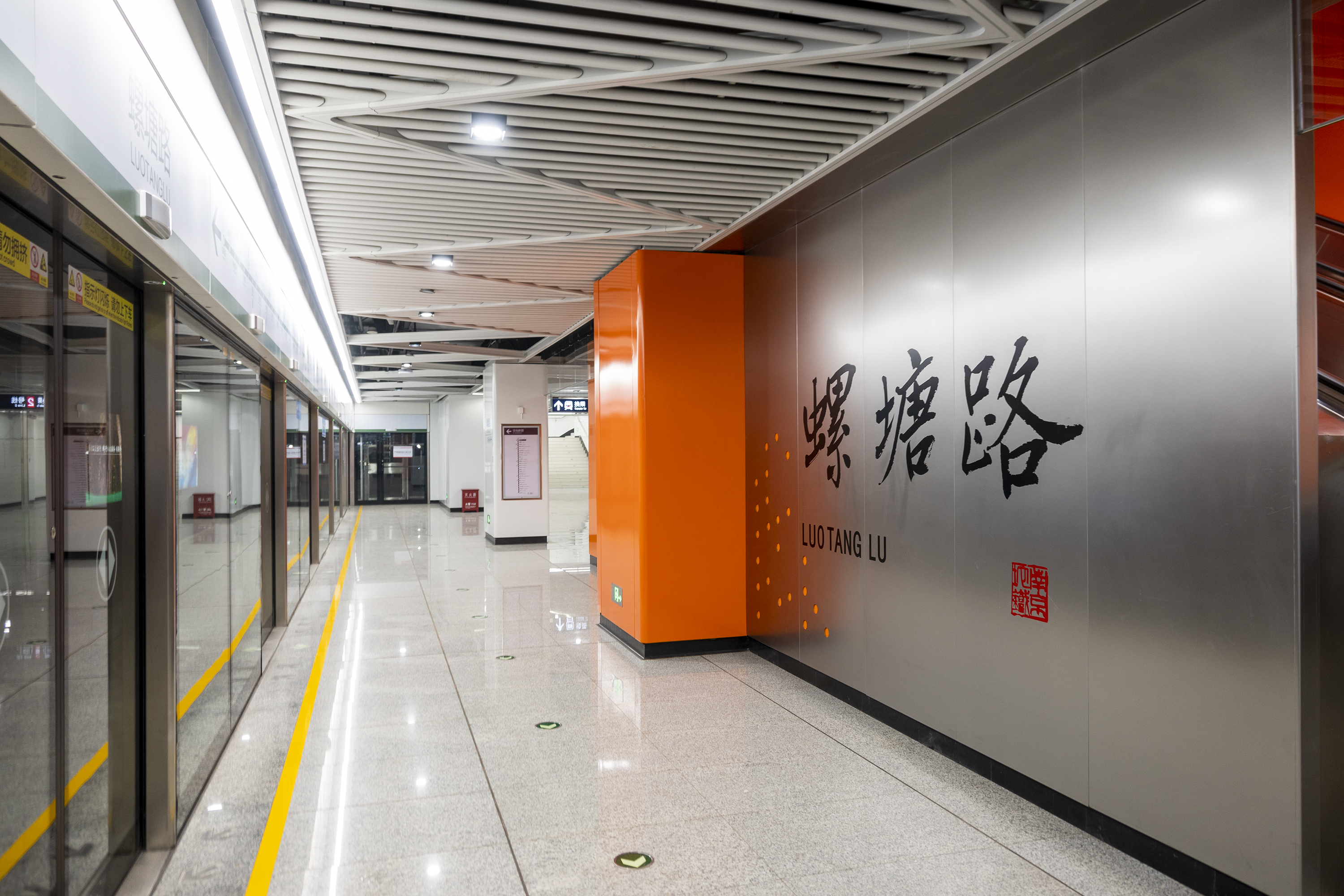
螺塘路站7号线站台大字壁

### 楼层分布
| 1层  | 地面               | 出入口                                     |  |  |
| -1层 | 站厅               | 自动售票机、客服中心、安检通道、车站控制室 |  |  |
| -2层 |                    | █ 2号线 往鱼嘴（青莲街）                   |  |  |
|      | 岛式站台，左侧开门 |                                            |  |  |
|      |                    | █ 2号线 往经天路（油坊桥）                 |  |  |
| -3层 |                    | █ 7号线 往仙新路（太清路）                 |  |  |
|      | 岛式站台，左侧开门 |                                            |  |  |
|      |                    | █ 7号线 往西善桥（西善桥）                 |  |  |

## 接驳交通

### 公交车
| 螺塘路·永初路（近2、6出口） | 螺塘路·永初路（近2、6出口） | 螺塘路·永初路（近2、6出口） | 螺塘路·永初路（近2、6出口） | 螺塘路·永初路（近2、6出口） |
| 编号                        | 路线                        | 路线                        | 路线                        | 备注                        |
| --------------------------- | --------------------------- | --------------------------- | --------------------------- | --------------------------- |
| 85                          | 元前路总站                  | ⇆                           | 赛虹桥                      |                             |